# Rapagnano
Rapagnano (im lokalen Dialekt: Rapagnà) ist eine italienische Gemeinde (comune) mit 1919 Einwohnern (Stand 31. Dezember 2023) in der Provinz Fermo in den Marken. Die Gemeinde liegt etwa 11 Kilometer westlich von Fermo. Die südöstliche Gemeindegrenze bildet der Tenna.

## Geschichte
Der heutige Ort geht auf eine römische Siedlung mit einem Janustempel zurück, der dem Ort nach dem italienischen Giano den Namen gab. Zwischen 600 und 700 nach Christus wurde der Ort durch ein Erdbeben zerstört.